# State Grid Corporation of China

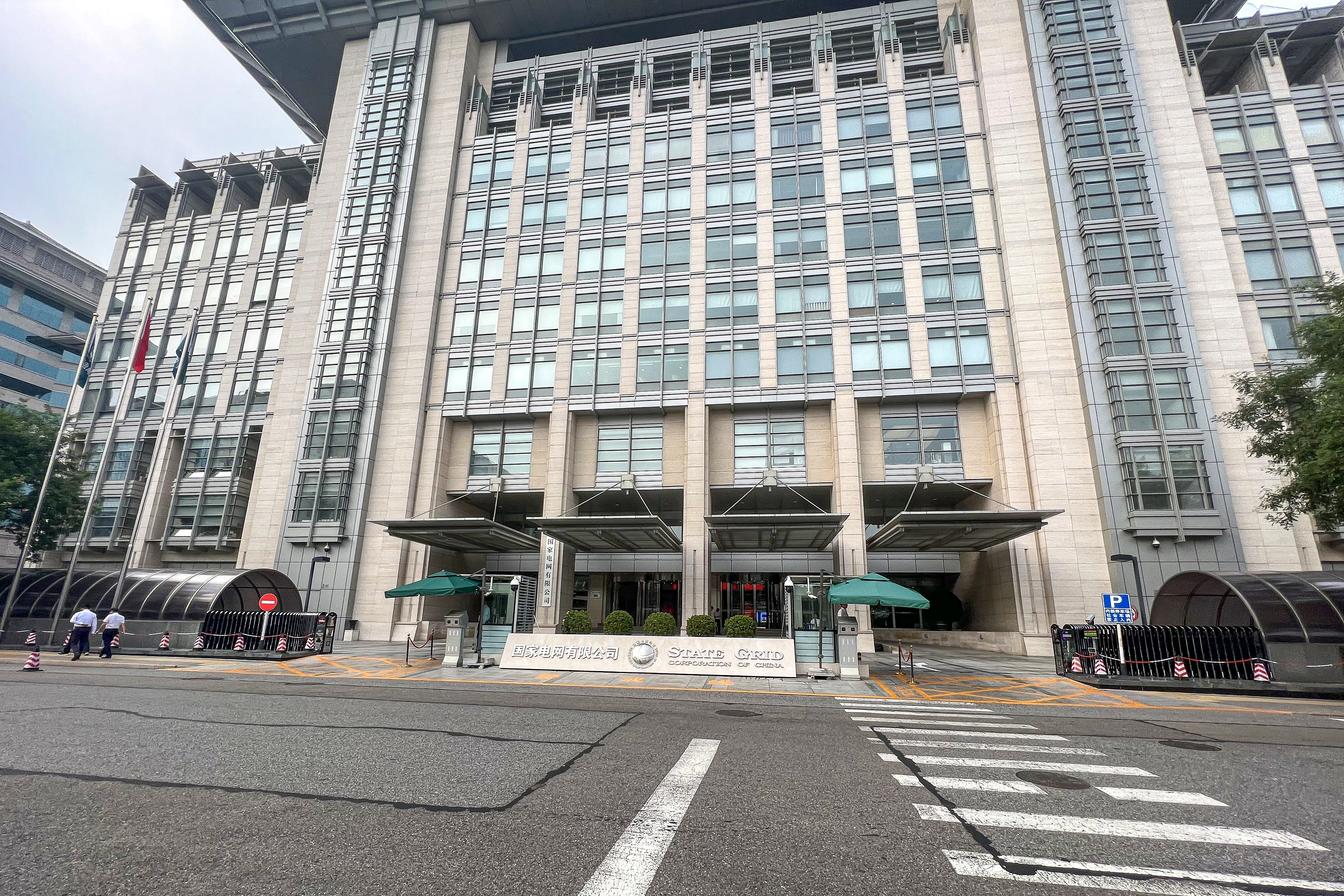
Hauptsitz in Peking

State Grid Corporation of China (chinesisch 國家電網有限公司 / 国家电网有限公司, kurz 国家电网 bzw. SGCC) ist ein Energieunternehmen der Volksrepublik China, das für den Großteil des elektrischen Netzbetriebes in China zuständig ist. Es fand sich 2023 auf dem 3. Platz der Fortune Global 500 wieder.

## Entwicklung
SGCC wurde am 29. Dezember 2002 als ein Pilotstaatsunternehmen von dem Staatsrat gegründet und ist hauptsächlich für die Zuverlässigkeit und Sicherheit des Netzbetriebes sowie dessen ständigen Ausbau zuständig. Der Konzern ging im Zuge der im Jahr 2000 durchgeführten "Kraftwerk-Netz-Trennung" aus der staatlichen State Power Corporation of China hervor, die einen Großteil des nationalen Energieversorgungsnetzes und viele Kraftwerke Chinas betrieb. Seit der Reform wird der Netzbetrieb von der eigentlichen Energieerzeugung getrennt. So übernahmen SGCC und CSG die Energieübertragung und -verteilung, während die Kraftwerke nun von fünf großen Energieerzeugungsunternehmen betrieben werden.

## Struktur
SGCC besitzt fünf Tochtergesellschaften, die direkt verwaltet werden:
- NECG (Northeast China Grid)
- NCGC (North China Grid)
- ECGC (East China Grid)
- CCG (Central China Grid)
- NWG (Northwest China Grid)

SGCC teilt so zusammen mit CSG das gesamte Energieversorgungsnetz Chinas in sechs große Regionen auf.
Mit einem registrierten Kapital von RMB 200 Milliarden Yuan (ca. 20 Mrd. Euro) ist SGCC in über 26 Provinzen, autonomen Gebieten und regierungsunmittelbaren Städten tätig, also auf ca. 88 % der Gesamtfläche Chinas. 2005 verkaufte das Unternehmen 1464,6 TWh, wobei der Umsatz 721,4 Mrd. Yuan (72,14 Mrd. Euro) und der Gewinn 14,4 Mrd. Yuan (1,44 Milliarden Euro) betrug. Der Konzern zahlte dabei 60,4 Mrd. Yuan (6,04 Mrd. Euro) an Steuern.
SGCC hält (Stand: 2005) gemeinsam mit dem US-amerikanischen Unternehmen Citigroup sowie dem chinesischen Versicherungsunternehmen China Life Group die Mehrheit an dem chinesischen Bankenunternehmen GDB (Guangdong Development Bank).
Am 2. Februar 2012 wurde von der Regierung in Lissabon bekannt gegeben, dass SGCC mit 25 % am Aktienkapital des portugiesischen Energieversorgungsunternehmen Redes Energéticas Nacionais einsteigt. Der Kaufpreis betrug 287,15 Mio. Euro.

## Weltstromnetz
Der Konzern plant mit Unterstützung von Partnern, bis 2050 ein globales Stromnetz ("Weltstromnetz") aufzubauen, bei dem ab 2030 alle Kontinente miteinander über Ultrahochspannungsleitungen mit China als Mittelpunkt verbunden werden sollen:
1. Bis 2020 soll dabei die regionale Vernetzung vorangetrieben werden,
2. bis 2030 der Ausbau der erneuerbaren Energien,
3. bis 2050 die interkontinentale Vernetzung.